# Vesele, Nikopol
Vesele (în ucraineană Веселе) este un sat în comuna Krînîciuvate din raionul Nikopol, regiunea Dnipropetrovsk, Ucraina.

## Demografie
Componența lingvistică a localității Vesele
     Ucraineană (95,24%)
     Rusă (4,45%)
     Alte limbi (0,3%)
Conform recensământului din 2001, majoritatea populației localității Vesele era vorbitoare de ucraineană (95,24%), existând în minoritate și vorbitori de rusă (4,45%).